# Waldenbuch
Waldenbuch (pronunciación en alemán: /ˈvaldn̩ˌbuːx/ⓘ) es una ciudad alemana perteneciente al distrito de Böblingen de Baden-Wurtemberg.
A 31 de diciembre de 2015 tiene 8590 habitantes.
Se conoce su existencia como localidad desde 1296 y como ciudad desde 1363. Se incorporó a Wurtemberg en 1363, aunque con un acuerdo que daba al archiducado de Austria un derecho de recompra que no llegó a utilizar. En el siglo XX, la ciudad aumentó notablemente su población por su ubicación en las afueras meridionales del área metropolitana de Stuttgart, siendo importante para ello el establecimiento aquí en 1930 de la sede de la multinacional chocolatera Ritter Sport.
Se ubica unos 10 km al sureste de la capital distrital Böblingen, en las afueras nororientales del parque natural Schönbuch.